# Nanophyetus salmincola
Nanophyetus salmincola (Syn. Troglotrema salmincola) ist ein Saugwurm, der an der Nordwestküste der Vereinigten Staaten und im Osten Russlands (hier auch als Nanophyetus schikhobalowi bezeichnet) vorkommt. Endwirte sind fischfressende Säugetiere und Haushunde, bei denen er im Darm parasitiert. Auch der Mensch kann befallen werden.

## Morphologie und Lebenszyklus
Adulte sind sehr klein, weißlich bis cremefarben, oval und haben eine Länge von 1 bis 2,5 mm und eine Breite von 0,3 mm. Der Mundsaugnapf ist endständig, der Bauchsaugnapf befindet sich im mittleren Körperdrittel. Die großen Hoden liegen eng benachbart im hinteren Körperdrittel. Der runde Eierstock liegt hinter und rechts vom Bauchsaugnapf. Die Genitalpore liegt unmittelbar hinter dem Bauchsaugnapf. Der Cirrus ist groß und der Dotterstock (Vitellarium) enthält große Eifollikel. Die Eier sind 50–80 × 30–55 µm groß, gelbbraun, haben eine dünne weiche Schale und sind mit einem undeutlichen Operculum bedeckelt.
Die Eier werden unembryoniert mit dem Kot ausgeschieden. Im Ei entwickelt sich innerhalb von drei Monaten die Wimpernlarve (Mirazidium) und wird durch die Deckelöffnung freigesetzt. Die Wimpernlarve dringt durch die Körperwand in Wasserschnecken (Juga plicifera, Oxytrema, Goniobasis und Semisulcospira spp.) ein, die als erster Zwischenwirt dienen. Hier entwickelt sich innerhalb von ein bis zwei Wochen eine Sporozyste, die beim Platzen die Stablarven (Redien) in das Schneckengewebe freisetzt. In den Redien entwickeln sich mehrere Zerkarien. Diese dringen durch die Haut in den zweiten Zwischenwirt ein. Als zweiter Zwischenwirt fungieren Lachsfische, aber auch andere Fische und Salamander. In diesem bildet sich innerhalb von 8 bis 10 Tagen im Skelettmuskelgewebe das infektiöse Stadium, die Metazerkarie. Dieses wird von einem Fischfresser aufgenommen. Die Präpatenz beträgt fünf Tage.

## Schadwirkung
Für den Endwirt ist der Parasit im Normalfall nicht krankheitsauslösend. Die Erkrankung bei Hunden (Nanophyetiose, „Lachsvergiftung“) wird von einem im Saugwurm endosymbiotischen Bakterium, Neorickettsia helminthoeca ausgelöst, welches bei Hundeartigen eine schwere Magen-Darm-Entzündung mit blutigem Durchfall auslösen kann.